# Dimvoussé
Dimvoussé est une commune rurale située dans le département de Zonsé de la province du Boulgou dans la région Centre-Est au Burkina Faso.